# Racton
Racton är en by i civil parish Stoughton, i distriktet Chichester, i grevskapet West Sussex, i England. Byn är belägen 10 km från Chichester. Racton var en civil parish fram till 1933 när blev den en del av Stoughton. Civil parish hade 113 invånare år 1931. Byar nämndes i Domedagsboken (Domesday Book) år 1086, och kallades då Rachetone.

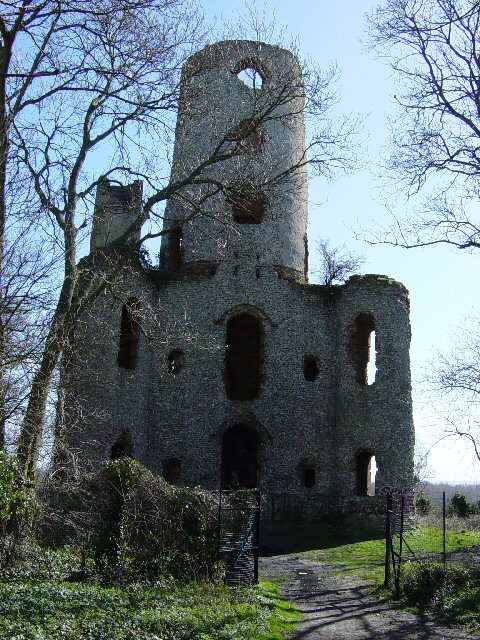
Racton Monument